# 新カラテ地獄変
『新カラテ地獄変』（しんカラテじごくへん）は、原作：梶原一騎・画：中城健による日本の漫画作品。1990年にOVAが全2巻で発売されている。

## 概要
1972年から『週刊サンケイ』（サンケイ出版）にて、連載されていた『ボディガード牙』（1972年10月20日号 - 1974年2月22日号）と、その主人公・牙直人の生い立ちを描いた『新・ボディガード牙 / カラテ地獄変』（1974年8月1日号 - 1977年4月14日号）の後を受け、それまで牙の師匠として登場してきた大東徹源が、いかにして最強空手である大東流空手を創始するに至ったかを描く過去編。
『週刊サンケイ』1978年8月10日号から1982年3月11日号まで連載され、更に1982年10月28日号から1983年6月9日号まで、続編の『正編カラテ地獄変』が執筆されたが、梶原が傷害事件で逮捕され、作画の中城も天理教の活動に専念することになったため、連載中止となった。週刊サンケイ別冊の総集編発売にあたっては影丸譲也の作画で続行し、牙直人のシリーズに引き継ぐ場面で完結している。このため、『正編カラテ地獄変』も含め、『新カラテ地獄変』と呼ばれている。
ストーリーは『空手バカ一代』第二部「無限血闘編」をベースとしているが、内容は荀子の言葉であるとされる「人間の性、悪なり」をテーマに、この世の人間がどれだけ悪かを証明するために世界中を回っては様々な悪人と出会う「地獄巡り」の物語。そのため、被害者の大半は気高く美しい女性であり、悪人はみな拷問好き。主人公である大東徹源と相棒の"チャンプキラー"ガストン・ゴルゴは、アメリカンプロレスの企業戦争、ユダヤ系財閥のナチス残党狩り、フランス抗ナチス・パルチザン運動の暗部など、様々な地獄に於いて悪人たちを圧倒的な格闘術で倒していくのだが、いつも事が済んだ後ですでに手遅れになっており、被害者たちはすべて悲惨な目に遭う。
この作品はそれまでの梶原作品の純愛主義が崩れ、梶原の性的嗜好・女性嫌悪が前面に押し出されたものとなっている。被虐者と加虐者が入れ替わってしまうような価値転換はSM趣向を高め、登場人物全員が残酷性を発揮する地獄図につながり、しばしば「人間の性、悪なり！」という絶望的な断定が行われる。

## 単行本
- 週刊サンケイ別冊 全15巻（サンケイ出版刊）
- サンケイコミックス 全15巻（サンケイ出版刊）
- KCスペシャル 全10巻（講談社刊）
- 梶原一騎原作漫画傑作選 全10巻（道出版刊）

## OVA

### スタッフ
- エグゼクティブプロデューサー - 瀬島光雄
- プロデューサー - 国府方潔、小関修一
- 企画 - 中村季靖
- 原作 - 梶原一騎
- 作画 - 中城健
- 監督 - 楠葉宏三 → 桜井利之
- 脚本 - 南部英夫
- キャラクターデザイン - 才田俊次 → 小泉謙三
- レイアウト - 才田俊次
- 編集 - 井上編集室（井上潔、須田修） → JAY・FILM（辺見俊夫、和田至亮）
- 音楽 - 中村暢之
- アニメーション制作 - デック → スタジオ雲雀
- 制作 - クリエイティブ・ブリッジ
- 製作 - 日本映像

### 声の出演
- 大東徹源 - 小杉十郎太
- 柳ヶ瀬次朗 - 屋良有作
- フォアラ - 土井美加
- ジャコブ - 青野武
- カール・ローラン - 仁内建之
- コッポラ - 中西妙子
- 坂上 - 沢木郁也
- フォアラの姉 - 渡辺美佐
- フォアラ（少女時代） - 矢島晶子
- サム - 大滝進矢
- ロミー - 松岡ミユキ
- 白月王 - 井上和彦
- 李蘭 - 佐々木優子
- ロッセル - 渡部猛
- ロッセルの妻 - 滝沢久美子
- マリリン - 鷹森淑乃
- リンダ - 麻見順子
- クリスチーナ - 速見圭
- ジョニー - 梁田清之
- ロッキー、プロレスラー - 山口健
- レフリー、アナウンサー - 古田信幸
- 大酋長 - 大塚明夫
- 原住民、部下C - 高山勉
- ごった煮屋 - 西川幾雄
- 男 - 吉村よう
- 女 - 鈴木一江
- チンピラ - 小野健一、茶風林
- マスクマン - 中多和宏
- 警官 - 菅原淳一
- 部下A - 河合義雄
- 部下B - 中嶋聡彦
- 弟子A - 松尾貴司
- 弟子B - 山崎たくみ
- ナレーション - 田中信夫

### 各話リスト
| 話数  | サブタイトル | 監督     | 作画監督 | 美術監督 | 撮影監督 | 音響監督 |
| ----- | ------------ | -------- | -------- | -------- | -------- | -------- |
| 第1話 | 血の黙示録   | 楠葉宏三 | 才田俊次 | 内田好之 | 岡崎英夫 | 田中英行 |
| 第2話 | 血戦の門     | 桜井利之 | 小泉謙三 | 明石貞一 | 鳥越一志 | 田中英行 |